# Edvard Phragmén

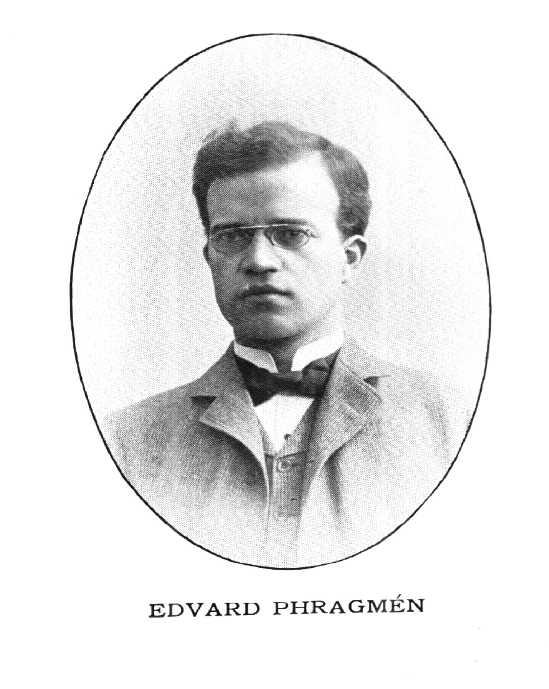
Edvard Phragmén

Lars Edvard Phragmén, född 2 oktober 1863 i Örebro, död 13 mars 1937 i Danderyds församling i Stockholms län, var en svensk matematiker och direktör. Han var son till matematikern Lars Phragmén och far till kemisten Gösta Phragmén.

## Biografi
Phragmén blev docent vid Stockholms högskola 1890 och var 1892–1904 professor i matematisk analys där. Han var 1903–1909 överdirektör för Försäkringsinspektionen och 1908-1930 verkställande direktör för Allmänna livförsäkringsbolaget och 1930–1933 VD för Allmänna livförsäkringsbolaget Oden. Han invaldes 1901 i Vetenskapsakademien.
Phragmén författade värdefulla arbeten inom funktionsteorin, särskilt rörande maximumprincipen, tillsammans med Ernst Lindelöf. Vid det proportionella valsystemets införande i Sverige var han verksam som medlem av redaktionen för Acta Mathematica.
Vidare var han stadsfullmäktiges ordförande i Djursholm och delaktig vid konstituerandet av Svenska stadsförbundet.
Phragménsvägen i norra Örebro är uppkallad efter honom.